# Hořiněves
Hořiněves település Csehországban, a Hradec Králové-i járásban. Hořiněves Lužany, Sendražice, Vrchovnice, Benátky, Račice nad Trotinou, Máslojedy, Cerekvice nad Bystřicí, Velký Vřešťov és Vilantice településekkel határos. Lakosainak száma 716 fő (2024. január 1.).

## Népesség
A település lakosságának változását az alábbi diagram mutatja:
| Lakosok száma | 1464 | 1672 | 1252 | 824  | 785  | 686  | 705  | 693  | 711  | 716  |
|               | 1869 | 1890 | 1921 | 1950 | 1980 | 2001 | 2017 | 2019 | 2022 | 2024 |